# Zjeleznaja pjata oligarkhii
Zjeleznaja pjata oligarkhii (russisk: Железная пята олигархии) er en russisk spillefilm fra 1999 af Aleksandr Basjirov.

## Medvirkende
- Aleksandr Basjirov som Nikolaj Petrovitj
- Jevgenij Fjodorov
- Konstantin Fjodorov
- Sergej Kagadejev
- Aleksandr Voronov